# Polnische Mannschaftsmeisterschaft im Schach
Die polnische Mannschaftsmeisterschaft im Schach (Drużynowe Mistrzostwa Polski) ist ein vom polnischen Schachverband (Polski Związek Szachowy) ausgetragener Schachwettbewerb.

## Organisation

### Spielklassen
Die polnische Mannschaftsmeisterschaft ist unterteilt in drei Spielklassen, nämlich in die Ekstraliga, die I liga und die II liga. Der Spielbetrieb unterhalb der II liga fällt in die Verantwortung der Woiwodschaften.
Die Ekstraliga und I liga spielen mit je 10 Mannschaften ein einfaches Rundenturnier, in der II liga werden mit einer Beteiligung zwischen 30 und 40 Mannschaften neun Runden im Schweizer System gespielt.

### Reglement
Die polnische Mannschaftsmeisterschaft wird grundsätzlich mit Sechsermannschaften gespielt, wobei am sechsten Brett der Einsatz einer Frau zwingend vorgeschrieben ist.
Über die Endplatzierung entscheidet zunächst die Anzahl der Mannschaftspunkte (zwei Punkte für einen Sieg, ein Punkt für ein Unentschieden, kein Punkt für eine Niederlage), anschließend die Anzahl der Brettpunkte (ein Punkt für eine Gewinnpartie, ein halber Punkt für eine Remispartie, kein Punkt für eine Verlustpartie).
Pro Wettkampf darf eine Mannschaft höchstens einen Ausländer einsetzen. Die Bedenkzeit beträgt 90 Minuten für die ersten 40 Züge und 30 Minuten bis zum Partieende; ab dem ersten Zug erhält jeder Spieler zudem eine Zeitgutschrift von 30 Sekunden pro Zug bis zum Ende der Partie.
Aus der Ekstraliga steigen die beiden Letzten in die I liga ab und werden durch die beiden Ersten der I liga ersetzt. Aus der I liga steigen die drei Letzten in die II liga ab und werden durch die drei Erstplatzierten der II liga ersetzt. Mannschaften, die in der II liga eine schlechtere Platzierung als den 24. Platz erreichen, steigen in den regionalen Spielbetrieb ab und werden durch Aufsteiger der Regionalverbände ersetzt.

## Geschichte

### Die Anfänge
Die polnische Mannschaftsmeisterschaft wurde erstmals 1929 ausgetragen. Teilnahmeberechtigt waren Auswahlmannschaften der Städte und Woiwodschaften, die den Titel in einem einfachen Rundenturnier mit Sechsermannschaften ausspielten. Auch für die nächsten Austragungen in den Jahren 1934, 1946, 1947 und 1948 hatten diese Regelungen Bestand.

### 1949 bis 1969
Ab 1949 wurde der Wettbewerb mit Vereinsmannschaften ausgetragen. Das Turnier bestand damals aus regionalen Vorrunden und einer Endrunde, wobei sich ab 1955 die Bestplatzierten der Endrunde direkt für die nächste Endrunde qualifizierten. Die Mannschaftsstärke wurde zur Saison 1950/51 auf 8 erhöht, dabei mussten am siebten Brett ein Jugendlicher und am achten Brett eine Frau eingesetzt werden. 1954 wurde die Mannschaftsstärke auf 10 erhöht und 1956 auf 7 reduziert, ab 1959 betrug diese erneut 8.

### 1970 bis 2001
1970 wurde ein Ligabetrieb mit Auf- und Abstieg eingeführt, dessen höchste Spielklasse die I liga mit 12 Mannschaften war. Gleichzeitig wurde 1970 das verpflichtende Jugendbrett abgeschafft, stattdessen wurde die polnische Jugendmannschaftsmeisterschaft eingeführt, und die Mannschaften der I liga erhielten abhängig vom Ergebnis ihrer Jugendmannschaft Punktgutschriften. Die II liga wurde in zwei Regionalstaffeln (Nord und Süd) ausgetragen, zunächst mit je 8 Mannschaften, ab 1972 mit je 10 Mannschaften und ab 1978 mit je 12 Mannschaften. Die beiden Letzten der der I liga stiegen in die II liga ab und wurden durch die Sieger der beiden Regionalstaffeln (Nord und Süd) der II liga ersetzt. Die Mannschaftsstärke wurde 1972 in der I liga auf 6 reduziert, 1973 oder 1974 in der II liga.
Aus wirtschaftlichen Gründen konnte die polnische Mannschaftsmeisterschaft 1990 und 1991 nicht im Ligasystem ausgetragen werden, stattdessen spielten die Mannschaften, die 1989 in der I liga und II liga vertreten waren, ein Turnier im Schweizer System. Ab 1991 wurden keine Punktgutschriften mehr aus der Jugendmannschaftsmeisterschaft vergeben.
Die I liga kehrte 1992 zum alten Modus zurück, 2001 wurde die Zahl der Mannschaften auf 10 reduziert. Die II liga spielte 1992 in zwei Regionalgruppen ein einfaches Rundenturnier, von 1993 bis 1997 ein gemeinsames Schweizer-System-Turnier mit 25 bis 30 Mannschaften, und ab 1998 in zwei regionalen Gruppen im Schweizer System.

### Seit 2002
Seit 2002 ist die polnische Mannschaftsmeisterschaft unterteilt in die Ekstraliga und die I liga, beide mit 10 Mannschaften, sowie die II liga.

## Polnische Mannschaftsmeister
| Jahr    | Sieger                         |
| ------- | ------------------------------ |
| 1929    | Warszawa                       |
| 1934    | Warszawa                       |
| 1946    | Łódź                           |
| 1947    | Łódź                           |
| 1948    | Kraków                         |
| 1949    | AZS Gliwice                    |
| 1950/51 | ZS Kolejarz Kraków             |
| 1952    | ZS Kolejarz Warszawa           |
| 1953    | ZS Ogniwo Warszawa             |
| 1954    | ZS Ogniwo Kraków               |
| 1955    | AZS Gliwice                    |
| 1956    | DWP Warszawa                   |
| 1957    | KKSz WDK Kraków                |
| 1958    | KS Start Katowice              |
| 1959    | KKS Polonia Warszawa           |
| 1960    | WKSz Legion Warszawa           |
| 1961    | WKSz Legion Warszawa           |
| 1962    | KKSz Kraków                    |
| 1963    | WKSz Legion Warszawa           |
| 1964    | WKSz Legion Warszawa           |
| 1965    | SKS Start Łódź                 |
| 1966    | MKS Start Lublin               |
| 1967    | WKSz Legion Warszawa           |
| 1968    | KS Maraton Warszawa            |
| 1969    | WKSz Legion Warszawa           |
| 1970    | KS Maraton Warszawa            |
| 1971    | MKS Start Lublin               |
| 1972    | WKSz Legion Warszawa           |
| 1973    | KS Maraton Warszawa            |
| 1974    | KS Maraton Warszawa            |
| 1975    | KS Maraton Warszawa            |
| 1976    | KS Maraton Warszawa            |
| 1977    | KS Maraton Warszawa            |
| 1978    | KS Łączność Bydgoszcz          |
| 1979    | KS Maraton Warszawa            |
| 1980    | WKSz Legion Warszawa           |
| 1981    | KS Maraton Warszawa            |
| 1982    | FKS Avia Świdnik               |
| 1983    | KS Maraton Warszawa            |
| 1984    | WKSz Legion Warszawa           |
| 1985    | MZKS Pocztowiec Poznań         |
| 1986    | WKSz Legion Warszawa           |
| 1987    | KKS Lech Poznań                |
| 1988    | MZKS Pocztowiec Poznań         |
| 1989    | WKSz Legion Warszawa           |
| 1990    | BBTS Włókniarz Bielsko-Biała   |
| 1991    | ZKS Stilon Gorzów Wielkopolski |
| 1992    | KS Miedź Legnica               |
| 1993    | KSz Stilon Gorzów Wielkopolski |
| 1994    | KSz Stilon Gorzów Wielkopolski |
| 1995    | KSz Stilon Gorzów Wielkopolski |
| 1996    | Polonia PKO BP Warszawa        |
| 1997    | KSz Stilon Gorzów Wielkopolski |
| 1998    | KSz Stilon Gorzów Wielkopolski |
| 1999    | Polonia-Animex Warszawa        |
| 2000    | Polonia Plus GSM Warszawa      |
| 2001    | Polonia Plus GSM Warszawa      |
| 2002    | Polonia Plus GSM Warszawa      |
| 2003    | Polonia Plus GSM Warszawa      |
| 2004    | Polonia Plus GSM Warszawa      |
| 2005    | Polonia Plus GSM Warszawa      |
| 2006    | Polonia Plus GSM Warszawa      |
| 2007    | WASKO HetMaN Szopienice        |
| 2008    | WASKO HetMaN Szopienice        |
| 2009    | KSz Polonia Warszawa           |
| 2010    | WASKO HetMaN Szopienice        |
| 2011    | PGNiG Polonia Warszawa         |
| 2012    | KSz Polonia Warszawa           |
| 2013    | WASKO HetMaN Szopienice        |
| 2014    | KSz Polonia Votum Wrocław      |
| 2015    | WASKO HETMAN Katowice          |
| 2016    | WASKO HETMAN Katowice          |
| 2017    | WASKO HETMAN Katowice          |
| 2018    | WASKO HETMAN Katowice          |
| 2019    | WASKO HETMAN Katowice          |
| 2020    | Votum Polonia Wrocław          |